# نوی گرایس
نوی گرایس (انگلیسی: Neve Grice؛ ۴ مه ۱۸۸۱ – ۲۱ آوریل ۱۹۵۰) فوتبالیست اهل بریتانیا بود. او در پست مهاجم به صورت آماتور در باشگاه فوتبال آرسنال بازی می‌کرد.